# نوباینا
نوباینا (انگلیسی: Nobina) شرکت ترابری سوئدی است، که در سال ۱۹۹۷ تأسیس شد.